# Amilcar Serie M
La Serie M era una famiglia di autovetture di fascia medio-bassa prodotta dal 1928 al 1935 dalla Casa francese Amilcar.

## Storia e profilo

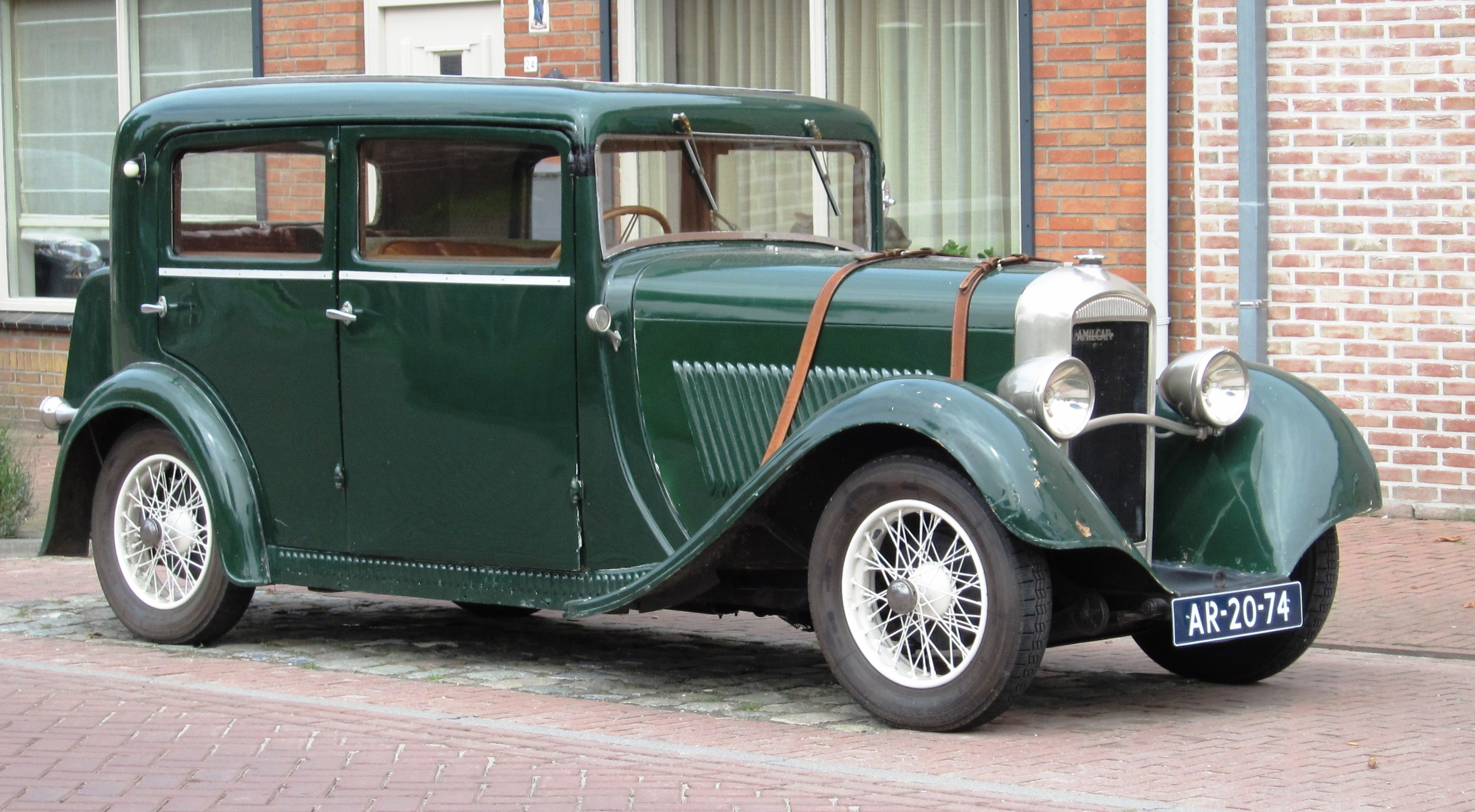
Amilcar Type M3

Il primo modello appartenente a questa serie fu semplicemente la Type M, lanciato sul mercato per riscattare il fiasco dei due modelli precedenti, la Type G e la Type L. Con questi ultimi, la Type M condivideva grosso modo la stessa meccanica, in particolare lo stesso motore, un 4 cilindri in linea da 1244 cm³, la cui potenza massima era di 27 CV.

La trazione era posteriore e il cambio era manuale a 4 marce.

Le sospensioni erano a semibalestre e ammortizzatori Hartford sia anteriormente che posteriormente.

La velocità massima era di circa 110 km/h.

A partire dal 1930, la Type M fu sostituita dalla Type M2, con poche modifiche di dettaglio rispetto al modello precedente. Stesso discorso per la Type M3, proposta nel 1932 e prodotta fino alla fine del 1935.

Ma già all'inizio di quell'anno, in affiancamento alla Type M3, fu introdotta la Type M4, dotata questa volta di un motore più grande, da circa 1.7 litri, che la poneva in concorrenza anche con vetture di fascia più alta.

Come la Type M3, alla fine dello stesso anno, la M4 fu tolta di produzione, sancendo così la fine della Serie M.
La Type M3 trovò una sua sostituta nella Amilcar Compound, mentre la Type M4 da 1.7 litri fu rimpiazzata dalla versione minore della Pégase, con motore da 2 litri.